# Pijalnia Główna w Krynicy-Zdroju
Pijalnia Główna w Krynicy-Zdroju – budynek pijalni wód mineralnych w Krynicy-Zdroju, w centrum miasta, przy Bulwarach Dietla (zwanych „Krynickim deptakiem”), modernistyczny, wzniesiony w latach 1969–1971 według projektu Stanisława Spyta i Zbigniewa Mikołajewskiego, przebudowany w latach 2012–2014 częściowo zatracił pierwotne cechy stylowe.
W pijalni serwowane są takie wody jak: Jan, Słotwinka, Tadeusz, Zdrój Główny, Zuber. Ta ostatnia z wód cieszy się sławą ze względu na swój charakterystyczny smak.
Ponadto w pijalni, której łączna powierzchnia wynosi 4540 m², znajduje się sala koncertowa na 350 osób (odbywają się w niej przez cały rok koncerty m.in. muzyki poważnej oraz przedstawienia) i ogród zimowy.
Kontrast między egzotyczną roślinnością a aurą na zewnątrz szczególnie widoczny jest zimą, kiedy w pijalni można przechadzać się między palmami.
Budynek Pijalni został wyposażony w latach 70. XX wieku w nowatorskie centralne ogrzewanie ukryte w aluminiowym suficie (system Frengera) oraz w ogrzewanie podłogowe, dzięki czemu w przeszklonym budynku jest ciepło nawet w silne mrozy.
Pijalnia jest otwarta codziennie w godzinach 10:00–21:00.
Od połowy 2013 roku trwał remont (gruntowna modernizacja) pijalni. Uroczyste otwarcie zmodernizowanej Pijalni Głównej nastąpiło 3 października 2014 roku podczas XXIII Kongresu Uzdrowisk Polskich. Uroczystego otwarcia dokonał Marszałek województwa małopolskiego Marek Sowa oraz Prezes UKŻ S.A.

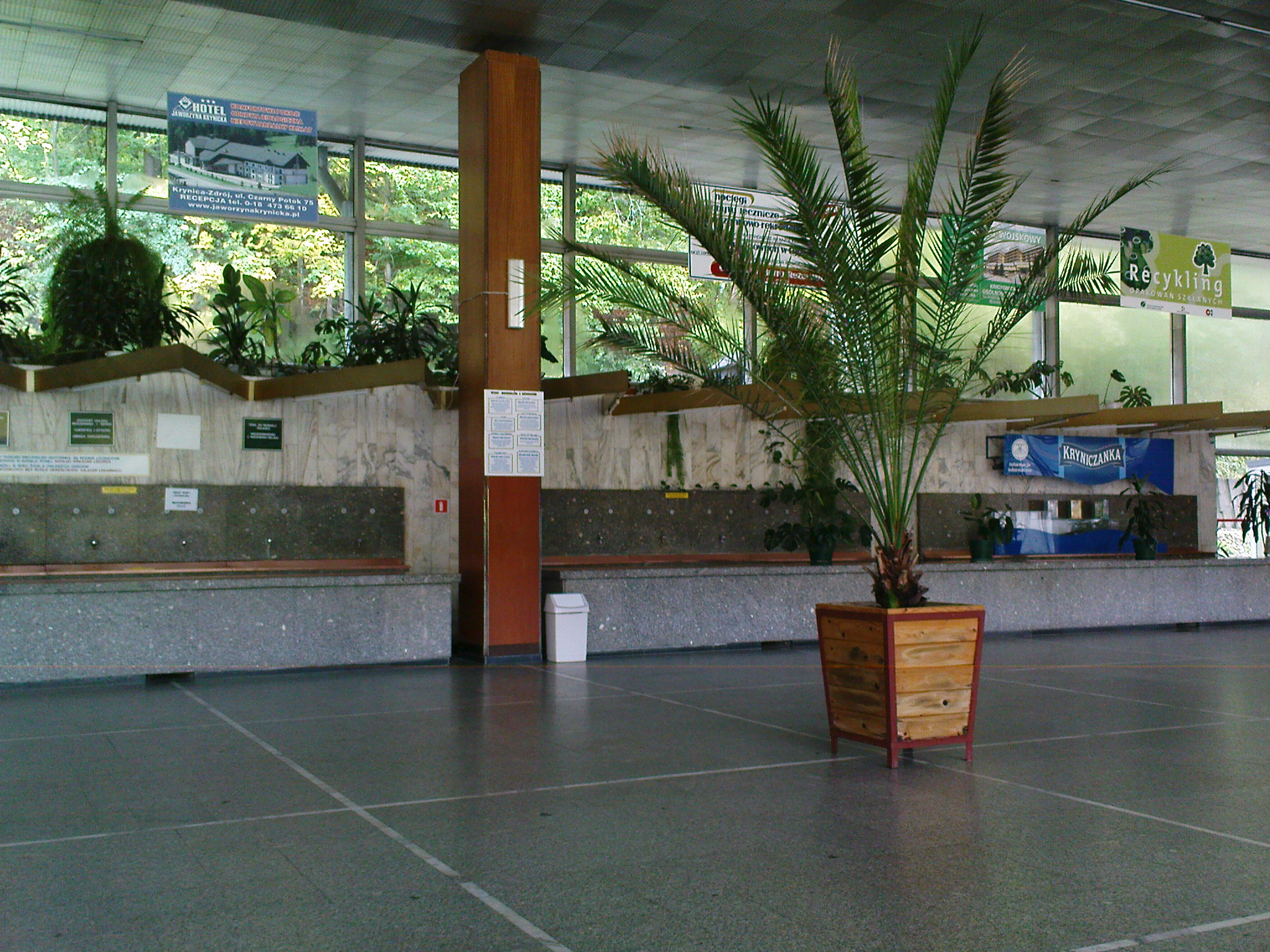
Wnętrze Pijalni przed remontem, 2010 (po remoncie złota konstrukcja oświetleniowa wykonana z aluminium i przypominająca zygzak, będąca wybitnym dziełem architektury wnętrz została przemalowana na brązowo i usunięto także biały marmur ze ściany wbrew oryginałowi)
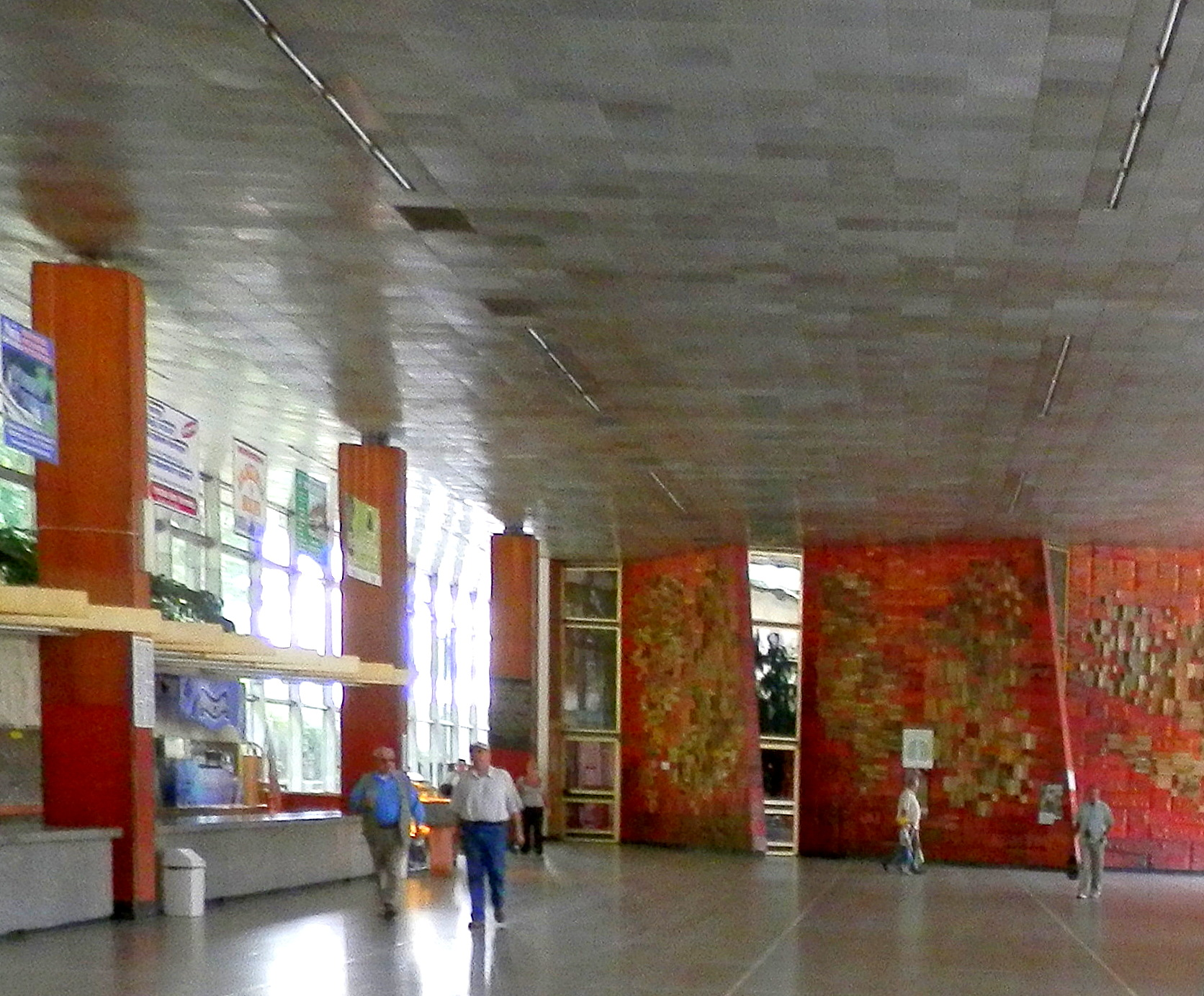
Wnętrze Pijalni przed remontem, 2012 (po remoncie sala koncertowa będąca wybitnym dziełem architektury wykonanym z ceramiki artystycznej, szkła i aluminium została zlikwidowana i zastąpiona beżową ścianą bez okien wbrew oryginałowi)
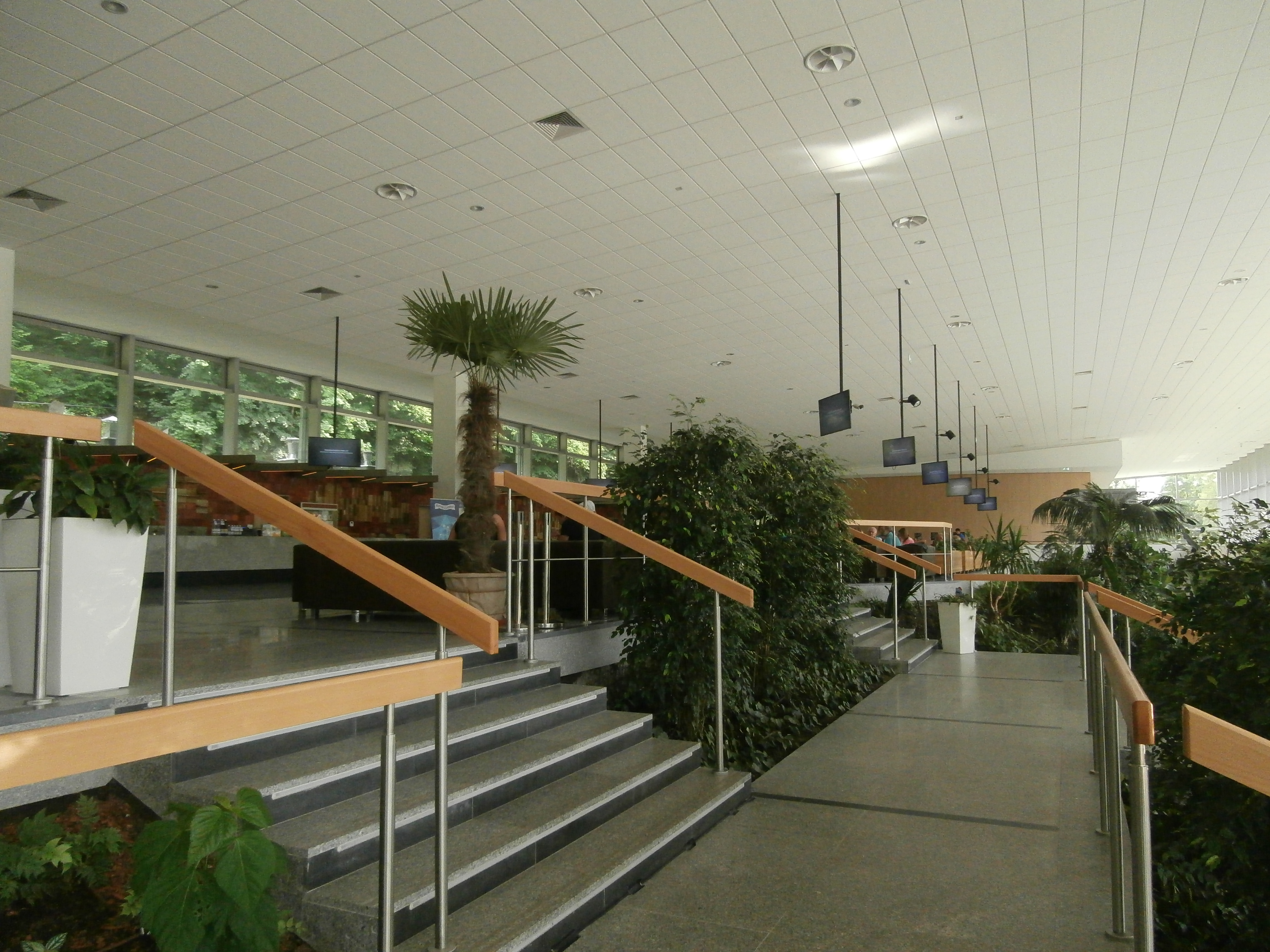
Wnętrze Pijalni po remoncie, 2015 (wbrew oryginalnemu projektowi architektów brakuje usuniętego monumentalnego sufitu z epoki wykonanego ze srebrnego aluminium nadającemu wnętrzu wyjątkowego blasku i wyposażonego w starannie dopasowane do niego podłużne oświetlenie stanowiące samo w sobie kompozycję geometryczną)
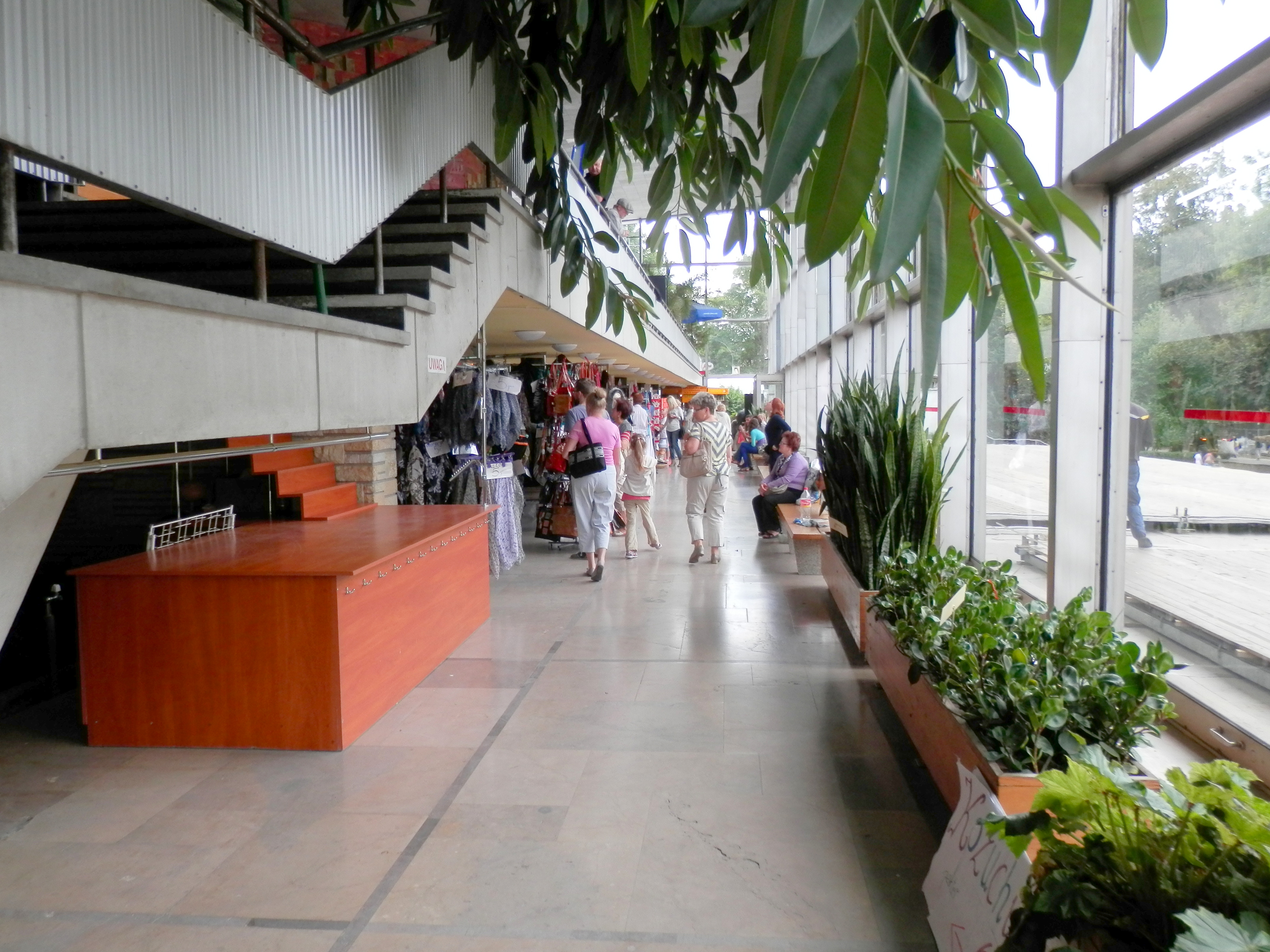
Wnętrze Pijalni przed remontem w 2012, widoczne są wyjątkowe ruchome szklane ściany, które można otwierać latem na całej długości fasady i dzięki którym budynek zamienia się we współczesne sukiennice epoki modernizmu. To rozwiązanie znane jest z arcydzieła modernizmu światowego jakie stanowi Willa Tugendhatów w Brnie. (po remoncie zlikwidowano te okna przesuwne w pionie, przez co pozbawiono budynek cennej funkcjonalności jaką była możliwość otwierania szklanej ściany kurtynowej i pozbawiono budynek ochrony przed przegrzaniem w czasie upału)
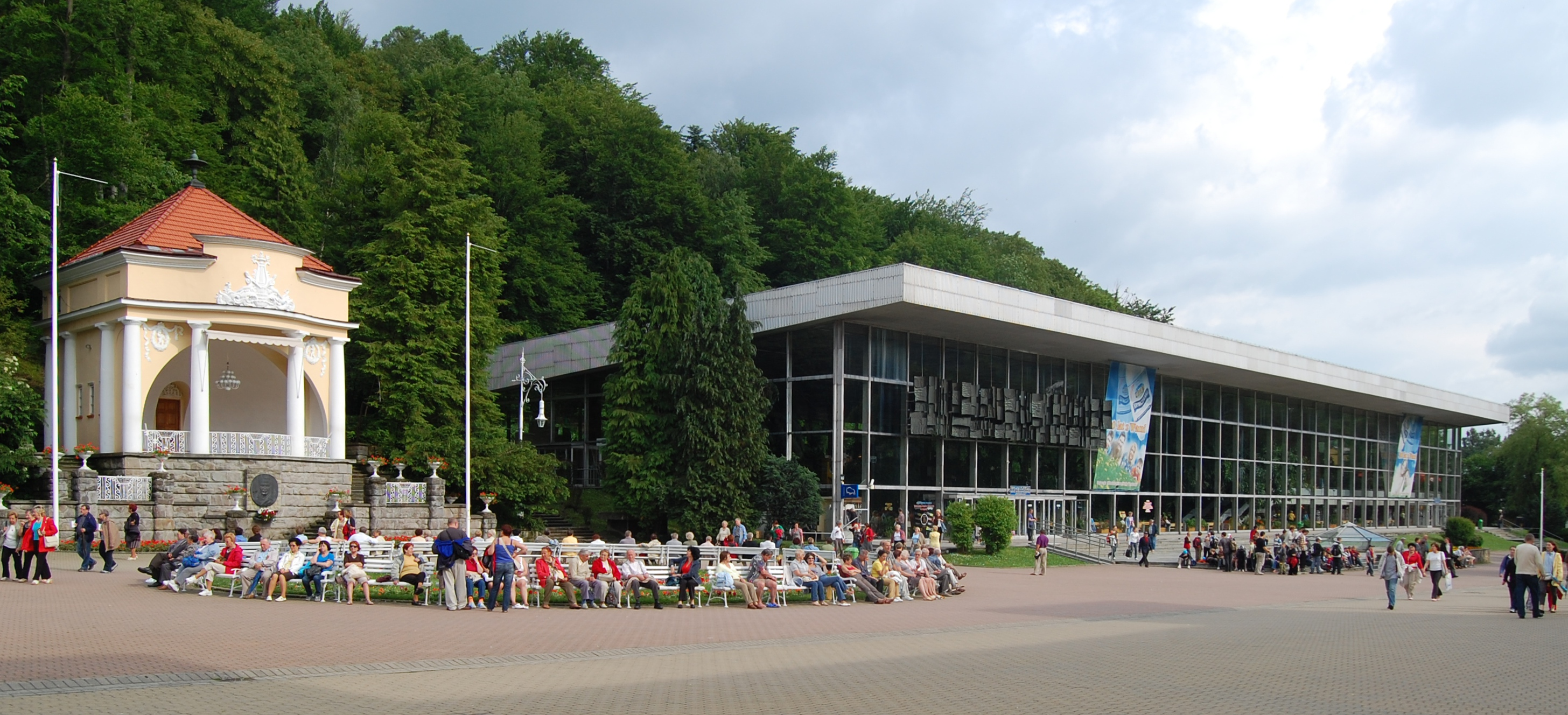
Widok zewnętrzny od strony deptaku, przed remontem - 2009